# حسن شيخ محمود
حسن شيخ محمود (29 نوفمبر 1955 -)، رئيس الصومال العاشر، ورئيس حزب السلام والتنمية. ينحدر من قبيلة هوية. انتخبه البرلمان الصومالي في 15 مايو 2022 رئيسا جديدا بعد تفوقه على منافسه الرئيس المنتهية ولايته محمد عبد الله محمد بحصوله على 214 صوتا مقابل 110 أصوات لمنافسه. وكان قد انتخبه البرلمان الصومالي رئيسًا للجمهورية في 10 سبتمبر 2012 بعد أن حصل على 190 صوتًا في الدورة الثانية من الانتخابات، متغلبًا على الرئيس المنتهية ولايته شريف شيخ أحمد والذي حصل على 79 صوتًا، ليُصبح الرئيس الثامن للبلاد.
لحسن شيخ أحمد علاقات وطيده مع حركة الإصلاح وهي فرع الإخوان المسلمين بالصومال ، فقد تعاون معهم في عدة مشاريع خيرية كبناء مدارس التعليم الأساسي والثانوى، ومرافق بالجامعات، ومستشفيات الأبحاث في الصومال. صنفته مجلة تايم من بين الشخصيات المائة الأكثر تأثيرا في العالم.
على خلفية توترات أمنية متزايدة في مقديشو، أعلن الرئيس الصومالي السابق حسن شيخ محمود أن مقره تعرض لهجوم على يد عسكريين موالين للرئيس الحالي محمد عبد الله محمد وقد اعرب حسن شيخ أحمد عن اسفه بعد هذا الهجوم وأن تسيس الأمن قد يجر البلاد إلى العديد من المعارك وأن رئيس الحالي يتحمل عواقب ما قد يحصل.
في 15 مايو 2022 ، انتخب حسن الشيخ محمود رئيسًا للصومال في انتخابات رئاسية ماراثونية خلفًا للرئيس محمد عبد الله محمد

## محاولة الاغتيال
في حوالي الساعة 10:32 صباحًا من يوم الثلاثاء 18 مارس/آذار 2025، استهدف انفجار موكب الرئيس حسن شيخ محمود في ناحية "حمر ججب" بمقديشو، بينما كان في طريقه للانضمام إلى قوات الخطوط الأمامية في ولاية هرشبيلي، وقع الانفجار عند تقاطع الجابتا بالقرب من القصر الرئاسي، فيلا الصومال، وأكدت وزارة الخارجية الصومالية أن الرئيس نجا من محاولة اغتيالهِ وعملية تفجير موكبهِ وواصل طريقهُ دون أي عائق.

## روابط خارجية
- حسن شيخ محمود على موقع IMDb (الإنجليزية)
- حسن شيخ محمود على موقع مونزينجر (الألمانية)